# Шеффер, Жан-Мари
Жан-Мари Шеффер (фр.  Jean-Marie Schaeffer, 18 мая 1952) — французский философ

, эстетик, критик фотографии.

## Биография
Изучал философию. Защитил диссертацию под руководством Жерара Женетта. С 1982 — в Национальном центре научных исследований. В настоящее время сотрудник Национального центра научных исследований и Высшей школы социальных наук, возглавляет Центр изучения искусства и языка.

## Научные интересы
Автор трудов по философии языка, литературы и искусства, истории эстетики, философии визуального образа (живопись, фотография). Переводил статьи по эстетике Гёте. Провел систематическое исследование различных форм дуализма, редукционизма и монизма, связанных с изучением проблемы человека, с целью выработки интегрального подхода к ней.

## Труды
- La naissance de la littérature: la théorie esthétique du romantisme allemand. Paris: Presses de l’Ecole normale supérieure, 1983
- L’image précaire: du dispositif photographique. Paris: Le Seuil, 1987.
- Qu’est-ce qu’un genre littéraire ?. Paris: Le Seuil, 1989
- L’art de l'âge moderne. L’esthétique et la philosophie de l’art du XVIIIe siècle à nos jours. Paris: Gallimard, 1992
- Nouveau Dictionnaire encyclopédique des sciences du langage. Paris: Le Seuil, 1995 (в соавторстве с Освальдом Дюкро; переизд. 1999, 2002)
- Les Célibataires de l’Art. Pour une esthétique sans mythes. Paris: Gallimard, 1996.
- Pourquoi la fiction ?. Paris: Le Seuil, 1999
- Adieu à l’esthétique. Paris: PUF, 2000
- Art, création, fiction: entre philosophie et sociologie. Nîmes: J. Chambon, 2004 (в соавторстве с Натали Эниш)
- La fin de l’exception humaine. Paris: Gallimard, 2007
- Théorie des signaux coûteux, esthétique et art. Sainte-Foy: Presses de l’université du Québec, 2010
- Petite écologie des études littéraires: pourquoi et comment étudier la littérature. Vincennes: Marchaisse, 2011

## Признание
Работы переведены на английский, немецкий, итальянский, испанский, португальский и др. языки.

## Публикации на русском языке
- Конец человеческой исключительности/ Пер. c фр. С. Н. Зенкина. — М.: Новое литературное обозрение, 2010
- Что такое литературный жанр?/ Пер. c фр. и послесл. С. Н. Зенкина. М.: Эдиториал УРСС, 2010